# Puyo Puyo 7
Puyo Puyo 7 (яп. ぷよぷよ7 Пуёпуё Сэбун) — это седьмая компьютерная игра из основной серии игр Puyo Puyo, который вышел на Nintendo DS 26 июля 2009 года, а на PSP и Wii — 26 ноября 2009 года. Основной игровой режим, Великая трансформация, позволяет персонажам принимать детские или взрослые формы, давая, соответственно, меньшее или большее пуйо.

## Сюжет
Игра начинается с бури Пуйо, падающей на Землю, затопляющей среднюю школу. Ринго Андо, студент, ставший свидетелем наводнения, дрожит, пока не появляется Арле Надя. Она учит Ринго, как играть Пуйо Пуйо и сражаться с множеством врагов своим умением. Вскоре Арле оказывается в опасности и убегает, а Ринго намеревается найти её, встречая старых и новых друзей и соперников, используя особую способность: она может превращаться во взрослого или ребёнка во время игры, влияя на Пуйо. размер в процессе.
После матча с Клугом, Ринго решает, что для решения проблемы она должна отправиться в семь силовых точек планеты, встречаясь с сильнейшими противниками. Во время похода она обнаружила, что Арле одержима новым противником, Эколо. Когда Ринго наталкивается на недавно преобразованную Анти-Арле, она побеждает её, возвращая её в нормальное состояние. Эколо решает похоронить вселенную в Пуйосе просто для развлечения. Ринго, Арле и Эмитти объединяются вместе, чтобы спасти положение и побеждают Эколо, а после возвращаются домой.

## Игровой процесс
- Puyo Puyo Great Transformation (яп. ぷよぷよだいへんしん Пуёпуё Дайхэнсин) — это главный фокус игры, в которой есть две трансформации, Mini (яп. ち び Тиби) и Mega (яп. で か Дэка), причем каждый символ имеет представление каждого. Преобразования относятся к размеру сетки, а не к представлению символов.
- Puyo Puyo Fever (яп. ぷよぷよフィーバー Пуёпуё Фи:ба:) — это режим лихорадки, который идентичен режиму в игре «Puyo Puyo! 15th Anniversary».
- Puyo Puyo 2 (яп. ぷよぷよ通 Пуёпуё Цу:) — этот режим имитирует игровой процесс «Puyo Puyo Tsu».
- Puyo Puyo (яп. ぷよぷよ Пуё Пуё) — этот режим имитирует игровой процесс оригинального «Puyo Puyo».
- Mission Puyo (яп. なぞぷよ Надзо Пуё) — режиме миссии игроку дается задание, которое он должен выполнить раньше своих противников. Первый игрок (или сторона), выполнивший все задания, побеждает в раунде. Этот режим назван в честь спин-оффа Puyo Puyo, выпущенного в 1993 году.